# 自由思想
自由思想（じゆうしそう：Freethought、Freethinking）とは信条が科学、論理、理性に基づいて形成されなければならず、権威、伝統や様々なドグマによってはならないと考える思想的な立場。
自由思想は確かな知識や理性に基づかずに特定の考えを受け入れたり拒絶したりしてはならないと考える。自由思想家は事実、科学的探求、理論に基づくべきであり、いかなる事実的／論理的誤謬、権威の影響、認知バイアス、常識、大衆文化、偏見、党派主義、伝統、都市伝説、あらゆる種類のドグマから独立して信条を構築するよう努める。宗教に適用されれば、自由思想家は通常、既知の事実、確立した科学理論に比べて宗教的な教義や超自然現象はそれを支持する不十分な証拠しかないと考えた。19世紀のイギリスの数学者ウィリアム・キングドン・クリフォードは「クリフォードのクレド」によって自由思想の前提を上手く表現した。
| 「 | 何であれ不十分な証拠で信じるのは、常に、至る所で、誰にとっても間違いである。 | 」 |

## シンボル
パンジーは古くから自由思想のシンボルであった。1800年代後半にアメリカ世俗連盟が最初に使用を始めた。パンジーが選ばれた理由は二つある。ひとつは名前で、パンジーはフランス語のパンセ（pensée）に由来する。パンセは「思考」を意味する。もう一つは花の形で、それは人の顔に似ており、深い思考で頭を垂れるかのように8月頃、前向きに傾く。

## 歴史
仏教では、一種の自由思想がブッダによって主唱された。
カーラマ人よ、あなたがたが疑念を抱き、ためらいを覚えることは当然です。不確かで曖昧なところに 疑念は起こるものです。聞きなさいカーラマ人よ。何度も聞かされるだけのことを信じてはいけません。伝統を信じてはいけません。噂を信じてはいけません。教典を信じてはいけません。憶測を信じてはいけません。格言を信じてはいけません。もっともらしい推理を信じてはいけません。自分の考えに似ていると言うだけで信じてはいけません。うわべだけを信じてはいけません。「師が教えてくださったのだ」という言葉を信じてはいけません。カーラマ人よ、あなたが「これらは悪だ、とがめられるべきことだ、賢者によって非難される、危害や害悪を引き起こす」と知ったなら、それらをうち捨てなさい。...しかしあなたが「これらは道徳的だ、潔白だ、賢者によって賞賛される、実行することで幸福や豊かさのためになる」と知ったなら、それを受け入れ、行いなさい。」
17世紀は現代的な自由思想が始まった年代として認められている。ジョルダーノ・ブルーノがイタリアの宗教裁判で処刑された事は初期の自由思想の位置を特徴付けている。

### イングランドとフランス
自由思想という用語は17世紀末にイングランドで、教会制度や文字通り聖書の文言を信じることに反対する人たちの間で使われ始めた。彼らは自然を考察することを通して世界を理解しようとした。そのような立場は1697年にウイリアム・モリノーがジョン・ロックに宛て広く公表された手紙で最初に明文化された。1713年にアンソニー・コリンズはより広範に『自由思想談話』をまとめ、相当の人気を博した。
フランスでこの概念が公刊されたのは1765年のドゥニ・ディドロ、ダランベール、ヴォルテールらの手による『百科全書』の中の「Libre-Penseur」という節である。記事は強い無神論の立場で書かれていた。ヨーロッパにおける自由思想の概念はノルウェーのヨートゥンヘイメン（19世紀にJo Gjendeのような自由思想家をうんだ）のような僻地にもすみやかに広がった。1881年にはイギリスでThe Freethinker magazineが創刊された。

### ドイツ
ドイツでは1848年の革命の頃までに教会のドグマに対する市民の抵抗が増大した。1844年にヨハネス・ロンゲとロベルト・ブルームの影響によって人の権利と人に対する寛容さ、ヒューマニズムへの信念が育った。1859年に彼らはドイツ世俗主義コミュニティ連盟（Bund Freireligiöser Gemeinden Deutschlands）を結成した。この連盟は今日でも存続しており、自由ヒューマニストの包括的な組織となっている。1881年にルートヴィヒ・ビューヒナーがフランクフルトでドイツ初の無神論者の組織としてドイツ自由思想家同盟を結成した。1882年にはハンブルクで社会民主自由思想家協会（ social-democratic Freidenker-Gesellschaft）が作られた。自由思想家はしかし、ナチスドイツではユダヤ人や他の少数民族と同様、迫害を受けた。

### ベルギー
ベルギーでは、ブリュッセル自由大学（後に使用言語によりUniversité Libre de BruxellesとVrije Universiteit Brusselに分裂）が設置された。彼らは権威に訴える議論を拒絶し、批判的思考の自由を擁護しようと試みた。

### アメリカ合衆国
ドイツにおける1848年革命によって、多くの人々がアメリカ合衆国に移住しフォーティエイターズ(en:Forty-Eighters)と呼ばれた。その中には自由思想家と反聖職者主義者が含まれていた。アメリカで、彼らは政府や教会の干渉から逃れ、自分の信条に従って生きることを望んだ。自由思想家の多くはセントルイス、インディアナポリス、ウィスコンシン、テキサスなどのドイツ人入植地に移住し、ベルビル (イリノイ州)、マニトワック (ウィスコンシン州)のような街を興した。彼らは自由主義の傾向があり、人種的、性的、社会的平等と奴隷制の廃止を支持した。しかし反宗教的な姿勢は孤立の原因となり、自由思想運動も人々をつなぎ合わせる目標を欠いていた。20世紀前半までにほとんどの自由思想協会は解散するか、主流派教会に合流した。アメリカで最も長く存続している自由思想家の団体は1852年にウィスコンシンで設立された Free Congregation of Sauk Countyで、現在も活発に活動している。

### カナダ
イギリス領カナダでもっとも初期の世俗主義団体は1873年に創設されたトロント自由思想協会（the Toronto Freethought Association）である。1877年と1881年に再編成されて、トロント世俗協会（ the Toronto Secular Society）と改名された。1884年に州を越えて自由思想家をまとめるために設立されたカナダ世俗連盟の中心となった。初期の会員の多くは教養ある労働”上流階級”出身だった。彼らは労働活動家と世俗主義者を牽引した。

### 東南アジア
東南アジアでもっとも積極的な自由思想運動の一つはバングラデシュでタスリマ・ナスリンやフマユン・アザドのような人々によって立ち上げられた。